# Зовем се Ели
Зовем се Ели је ТВ драма из 1977. године коју је режирао Бато Ченгић по сценарију Мирка Ковача.

## Радња
Старији брачни пар усваја дете које личи на њихово недавно изгубљено.Према њему се понашају као према рођеном сини, славе му рођендан, облаче гау синовљеву одећу, све док се једног дана дечак не побуни и гласно им каже „Зовем се Ели“. 

## Улоге
| Глумац             | Улога     |
| ------------------ | --------- |
| Слободан Алигрудић | Отац      |
| Мира Ступица       | Мајка     |
| Филип Гајић        | Ели дечак |